# Bibliothèque Mordecai-Richler
La bibliothèque Mordecai-Richler est une bibliothèque publique de Montréal située dans l'arrondissement Le Plateau-Mont-Royal. Depuis 1993, elle loge dans l'ancienne Église anglicane de l'Ascension, construite en 1904, située au 5434, avenue du Parc. Avant le 12 mars 2015, la bibliothèque portait le nom de bibliothèque du Mile End. Elle a été renommée dans le but d'honorer l'écrivain Mordecai Richler qui habitait le quartier.

## Description

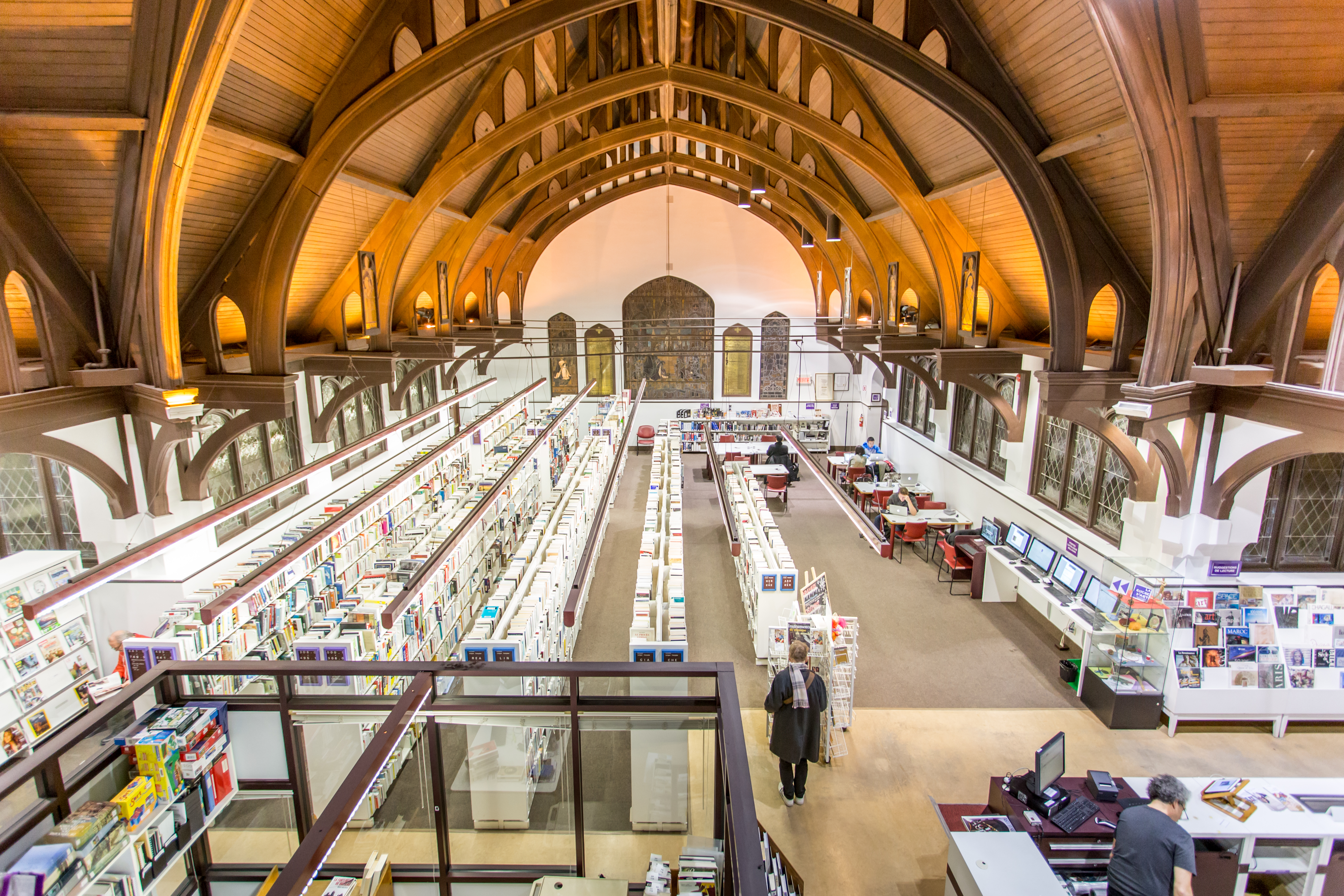
Vue de sa salle polyvalente au premier étage.

La bibliothèque Mordecai-Richler offre une variété d'activités, spectacles, ateliers et conférences dans une salle polyvalente (située au premier étage) et compte deux sections consacrées à la clientèle adulte (au rez-de-chaussée) et jeunesse (au sous-sol), respectivement. La section jeunesse offre aussi une Zone Ados, inaugurée le 25 mai 2012. Cet espace est aménagé avec un écran plat pouvant servir à l'animation multimédia ou au visionnement de films, ainsi qu'à la lecture d'ouvrages parmi une sélection  de films, de livres, de jeux et de bandes dessinées choisis par les bibliothécaires.
Des postes informatiques pour aller sur Internet ou pour utiliser des logiciels sont disponibles dans une salle où les visiteurs peuvent aussi brancher leur propre équipement. Des postes informatiques donnant accès au catalogue ainsi qu'à d'autres ressources numériques peuvent être consultés sur place. L'accès sans fil à Internet est aussi disponible tant dans la section adultes que dans la section jeunesse.
Une zone café située entre la section adultes et l'ascenseur au rez-de-chaussée est aménagée avec quelques tables permettant la consommation de nourriture et boissons. Une machine distributrice de café est disponible.
Les installations sont accessibles par fauteuil roulant. Un ascenseur ainsi que des escaliers permettent d'accéder aux autres sections de la bibliothèque.
Un mini-parc et des bancs permettent la lecture à l'extérieur et rendent disponibles aux jeunes enfants une aire de jeux. Ce parc appartient à la bibliothèque qui en a fait l'acquisition.

## La reconversion de l'église de l'Ascension
La bibliothèque du Mile End, et plus précisément la bibliothèque multi-ethnique du Mile End, occupe depuis son ouverture, en 1982, le rez-de-chaussée du 5253 avenue du Parc. Avec les années, elle se développe et cet espace apparaît insuffisant pour ses activités.
Lorsque l'église de l'Ascension, réalisée par l'architecte Howard Colton Stone (1860-1918) en 1904-1905, est mise en vente en 1988, le Comité des citoyens du Mile End, préoccupé par la sauvegarde du patrimoine et désireux de prolonger la vocation communautaire qu'elle abrite, demande à la Ville de Montréal d'y relocaliser la bibliothèque du quartier. Le diocèse, la Ville de Montréal, la bibliothèque et les résidents du quartier  approuvent cette proposition qui accommode l'ensemble des parties prenantes.
La Ville de Montréal acquiert l’église de l’Ascension dans le but de procéder à sa conversion en bibliothèque. Le mandat de ce projet est confié à l'architecte Albert Paquette, qui travaille à la Division d’architecture du Service des travaux publics de la Ville de Montréal.
Le 12 mars 2015, la bibliothèque du Mile End devient la bibliothèque Mordecai-Richler, en mémoire du célèbre écrivain juif (1931-2001) qui a grandi rue Saint-Urbain. Son œuvre est ancrée dans ce territoire ( L’Apprentissage de Duddy Kravitz; Le cavalier de Saint-Urbain; Le monde de Barney). Cette trajectoire reflète l'esprit multiethnique du quartier : une église anglicane, moins fréquentée, est  reconvertie en bibliothèque publique, grâce à une mobilisation citoyenne, et se voit rebaptisée du nom d’un écrivain juif, enfant du quartier.